# علی‌محمد خادمی
سپهبد علی‌محمد خادمی (زادهٔ ۷ آذر ۱۲۹۲ در شهرستان جهرم – درگذشتهٔ ۱۶ آبان ۱۳۵۷ در تهران) نظامی و مدیر ایرانی بود. او از ۱۳۴۱ تا ۱۳۵۷ برای نزدیک به ۱۶ سال مدیرعامل و رئیس هیئت مدیرهٔ شرکت هواپیمایی ملی ایران (هُما) بود. سپهبد خادمی عضو مجمع جهانی اقتصاد و همچنین کمیتهٔ اجرایی انجمن بین‌المللی حمل‌ونقل هوایی (یاتا) بود. او نخستین ایرانی و آسیایی بود که از ۱۳۴۹ تا ۱۳۵۰ ریاست این سازمان را برعهده داشت.
علی‌محمد خادمی در میان بهائیان ایرانی، بالاترین مقام مدیریت در یک سازمان دولتی را به عهده داشت.

## زندگی
علی‌محمد فرزند لطفعلی در روز ۷ آذر ۱۲۹۲ در شهرستان جهرم به دنیا آمد. دیپلم ریاضی خود را در اصفهان گرفت. وی با دختر «موید کرمانشاهی» ازدواج نمود و از وی صاحب یک پسر و دو دختر شد. وی پس از دستیابی به مقام نخست در مسابقهٔ ورودی دانشکدهٔ افسری به این دانشکده پذیرفته شد. وی همچنین در ۱۳۳۶ دوره‌ای آموزشی را در دانشگاه نیروی هوایی ایالات متحده آمریکا در مونتگمری، آلاباما به پایان رسانید.

## مدیریت هما
وی پس از پایان تحصیل، خدمت در نیروی هوایی شاهنشاهی ایران را آغاز کرد. ورود به عرصهٔ جابه‌جایی مسافر و پست و دریافت گواهی پرواز با هواپیماهای بازرگانی از بریتانیا، توانایی‌های دیگر او را نمایان کردند. اما از ۱۳۳۷ تا ۱۳۴۱ چهار سال ریاست ستاد نیروی هوایی ایران را بر عهده داشت. تا این‌که سرانجام از ۱۳۴۱ تا ۱۳۵۷ در رأس هما جای گرفت. کمی پس از آغاز ریاست بر هواپیمایی ملی ایران، یک دورهٔ مدیریت عالی حمل و نقل هوایی را نیز در دانشگاهی در واشینگتن، دی.سی. به پایان برد.
با مدیریت خادمی، هواپیمایی ملی ایران در دههٔ ۱۹۷۰ عنوان «رو به رشدترین شرکت هواپیمایی جهان» را به خود اختصاص داد. در سال ۱۳۴۱ ایران ایر سیزده هواپیمای کوچک و نزدیک به هفتصد و پنجاه کارمند داشت. این شمار در سال ۱۳۵۷ به سی و هفت بوئینگ و بیش از دوازده هزار و هشتصد کارمند رسید. به پاس تلاش‌های او در سال ۱۹۷۷ دانشگاه نورثروپ، کالیفرنیا مدرک دکترای افتخاری به وی داد.

## مرگ
سه ماه پیش از پیروزی انقلاب ۱۳۵۷ ایران، در خانهٔ خود در امام‌زاده قاسم در شمال تجریش، در تهران در سن ۶۵ سالگی کشته شد. با وجود حضور همسر و سربازانی که در خانهٔ او در زمان قتل حضور داشتند، مطبوعات آن زمان مرگ وی را با عنوان خودکشی منتشر نمودند. چندین رسانهٔ بین‌المللی مانند نیویورک تایمز، مرگ او را «قتل» نامیدند.
در همان زمان برخی نشریات مخالفان سیاسی محمدرضا پهلوی که در خارج از ایران منتشر می‌شدند، اعلام کردند که وی پس از مراجعهٔ مأموران به خانه‌اش برای دستگیری او، خودکشی کرده‌است. پرویز راجی، سفیر ایران در لندن در یادداشت‌های مربوط به روز ۱۸ آبان ۱۳۵۷ نوشت:
«به رغم تلگرافات رسمی وزارت خارجه که علت مرگ خادمی را خودکشی ذکر کرده‌است، دادرسان گفت تلفنی با همسر وی گفتگو کرده و خادمی در حقیقت به قتل رسیده‌است».
سیروس علائی که مدعیست چندین سال از زندگی خود را صرف بررسی اسناد مربوط به این قتل کرده‌است در بهار ۱۳۹۴ اسنادی در «فصلنامهٔ ایران‌نامه» منتشر کرد مبنی بر اینکه خادمی توسط «یک گروه حداقل سه نفری ترور شده» و پزشکی قانونی نیز «کشته شدن» او را با اصابت گلوله از پشت سر تأیید کرده‌است. سه پوکهٔ فشنگ در کنار پیکر خادمی پیدا شده‌است. نام سه تن از اعضای کمیتهٔ مشترک ضدخرابکاری نیز در اسناد آمده که یکی از آن‌ها در فرمانداری نظامی تهران توسط بهیه مؤید (همسر خادمی) به عنوان شلیک‌کننده شناسایی شد.
با وجود شناسایی و دستگیری این افراد توسط فرمانداری نظامی، هیچ‌یک از آن‌ها محاکمه و مجازات نشدند. سازمان امنیت و اطلاعات کشور (ساواک) کمی پس از مرگ خادمی، بهیه مؤید را حدود یک ماه بازداشت کرد تا وی اعلام کند همسرش خودکشی کرده‌است. اما او تسلیم این خواسته نشد.با این حال، عباس میلانی معتقد است که تاکنون سند دقیقی مبنی بر دست داشتن دستگاه امنیتی شاه در قتل وی مشاهده نکرده است.
وی مدعیست شواهد اینطور نشان می دهد که گروه های مذهبی در قتل وی دست داشتند و تلاش داشتند این جریان را مانند آتش‌سوزی سینما رکس آبادان به گردن سازمان امنیتی شاه بیاندازند.
سیروس علایی اما نقش نیروهای مذهبی در این جنایت را رد می کند و مدعیست که کشتن خادمی (به عنوان یکی از سرشناس‌ترین شخصیت‌های بهائی) توسط کمیته مشترک ضد خرابکاری و بدون اطلاع شاه با هدف آرام کردن فضای پرآشوب آن زمان انجام شد هرچند تاثیری در آرام تر شدن فضا نداشت. 
امیراصلان افشار گفته است او طی یک تماس تلفنی از طرف شاه مامور شده بود علت مرگ وی را از بیمارستان جویا شود، بنا به گفته افشار، رئیس بیمارستان احتمال خودکشی وی را به دلیل شلیک گلوله از مسافت خیلی نزدیک به بدن را بیشتر از قتل می دانسته است هرچند که هنوز مطمئن نبوده.افشار در این مصاحبه هیچ اشاره ای به شلیک گلوله از پشت سر نمی کند.
روز شنبه ۱۳ تیر ۱۳۹۴ برابر ۴ ژوئیهٔ ۲۰۱۵ برای نخستین بار مراسم یادبودی برای سپهبد خادمی توسط بازماندگان وی در ژنو، سوئیس برگزار شد.
پیکر او در گلستان جاوید به خاک سپرده شد. اموال خانوادهٔ خادمی در تهران مصادره شده و پروندهٔ قتل او همچنان باز است.